# 수요일의 다운타운
《수요일의 다운타운》(일본어: 水曜日のダウンタウン)은 TBS의 버라이어티 프로그램이다.